# امنات چاروئن
امنات چاروئن (به لاتین: Amnat Charoen) یک سکونتگاه مسکونی در تایلند است که در Mueang Amnat Charoen واقع شده‌است.

## خصوصیات
امنات چاروئن ۳۸ کیلومترمربع مساحت و ۲۶٬۱۱۸ نفر جمعیت دارد.